# Distrito de Mende
El distrito de Mende es un distrito (en francés arrondissement) de Francia, que se localiza en el département Lozère, de la région Languedoc-Rosellón (en francés Languedoc-Roussillon). Cuenta con 18 cantones y 135 comunas.

## División territorial

### Cantones
Los cantones del distrito de Mende son:
1. Cantón de Aumont-Aubrac
2. Cantón de Le Bleymard
3. Cantón de La Canourgue
4. Cantón de Chanac
5. Cantón de Châteauneuf-de-Randon
6. Cantón de Fournels
7. Cantón de Grandrieu
8. Cantón de Langogne
9. Cantón de Le Malzieu-Ville
10. Cantón de Marvejols
11. Cantón de Mende-Nord
12. Cantón de Mende-Sud
13. Cantón de Nasbinals
14. Cantón de Saint-Alban-sur-Limagnole
15. Cantón de Saint-Amans
16. Cantón de Saint-Chély-d'Apcher
17. Cantón de Saint-Germain-du-Teil
18. Cantón de Villefort

### Comunas
| 1. Albaret-Sainte-Marie (48002)         | 2. Albaret-le-Comtal (48001)        | 3. Allenc (48003)                       | 4. Altier (48004)                       |
| 5. Antrenas (48005)                     | 6. Arzenc-d'Apcher (48007)          | 7. Arzenc-de-Randon (48008)             | 8. Aumont-Aubrac (48009)                |
| 9. Auroux (48010)                       | 10. Badaroux (48013)                | 11. Bagnols-les-Bains (48014)           | 12. Balsièges (48016)                   |
| 13. Banassac (48017)                    | 14. Barjac (48018)                  | 15. La Bastide-Puylaurent (48021)       | 16. Belvezet (48023)                    |
| 17. Les Bessons (48025)                 | 18. Blavignac (48026)               | 19. Le Bleymard (48027)                 | 20. Le Born (48029)                     |
| 21. Brenoux (48030)                     | 22. Brion (48031)                   | 23. Le Buisson (48032)                  | 24. Canilhac (48033)                    |
| 25. La Canourgue (48034)                | 26. Chadenet (48037)                | 27. Chambon-le-Château (48038)          | 28. Chanac (48039)                      |
| 29. Chasseradès (48040)                 | 30. Chastanier (48041)              | 31. Chastel-Nouvel (48042)              | 32. Chauchailles (48044)                |
| 33. Chaudeyrac (48045)                  | 34. Chaulhac (48046)                | 35. La Chaze-de-Peyre (48047)           | 36. Cheylard-l'Évêque (48048)           |
| 37. Chirac (48049)                      | 38. Châteauneuf-de-Randon (48043)   | 39. Cubières (48053)                    | 40. Cubiérettes (48054)                 |
| 41. Cultures (48055)                    | 42. Esclanèdes (48056)              | 43. Estables (48057)                    | 44. La Fage-Montivernoux (48058)        |
| 45. La Fage-Saint-Julien (48059)        | 46. Fau-de-Peyre (48060)            | 47. Fontanes (48062)                    | 48. Fontans (48063)                     |
| 49. Fournels (48064)                    | 50. Gabrias (48068)                 | 51. Grandrieu (48070)                   | 52. Grandvals (48071)                   |
| 53. Grèzes (48072)                      | 54. Les Hermaux (48073)             | 55. Javols (48076)                      | 56. Julianges (48077)                   |
| 57. Lachamp (48078)                     | 58. Lajo (48079)                    | 59. Langogne (48080)                    | 60. Lanuéjols (48081)                   |
| 61. Laubert (48082)                     | 62. Les Laubies (48083)             | 63. Laval-Atger (48084)                 | 64. Laval-du-Tarn (48085)               |
| 65. Luc (48086)                         | 66. Malbouzon (48087)               | 67. Le Malzieu-Forain (48089)           | 68. Le Malzieu-Ville (48090)            |
| 69. Marchastel (48091)                  | 70. Marvejols (48092)               | 71. Mas-d'Orcières (48093)              | 72. Mende (48095)                       |
| 73. Le Monastier-Pin-Moriès (48099)     | 74. Montbel (48100)                 | 75. Montrodat (48103)                   | 76. Les Monts-Verts (48012)             |
| 77. Nasbinals (48104)                   | 78. Naussac (48105)                 | 79. Noalhac (48106)                     | 80. Palhers (48107)                     |
| 81. La Panouse (48108)                  | 82. Paulhac-en-Margeride (48110)    | 83. Pelouse (48111)                     | 84. Pied-de-Borne (48015)               |
| 85. Pierrefiche (48112)                 | 86. Pourcharesses (48117)           | 87. Prinsuéjols (48120)                 | 88. Prunières (48121)                   |
| 89. Prévenchères (48119)                | 90. Recoules-d'Aubrac (48123)       | 91. Recoules-de-Fumas (48124)           | 92. Ribennes (48126)                    |
| 93. Rieutort-de-Randon (48127)          | 94. Rimeize (48128)                 | 95. Rocles (48129)                      | 96. Saint-Alban-sur-Limagnole (48132)   |
| 97. Saint-Amans (48133)                 | 98. Saint-André-Capcèze (48135)     | 99. Saint-Bauzile (48137)               | 100. Saint-Bonnet-de-Chirac (48138)     |
| 101. Saint-Bonnet-de-Montauroux (48139) | 102. Saint-Chély-d'Apcher (48140)   | 103. Saint-Denis-en-Margeride (48145)   | 104. Saint-Flour-de-Mercoire (48150)    |
| 105. Saint-Frézal-d'Albuges (48151)     | 106. Saint-Gal (48153)              | 107. Saint-Germain-du-Teil (48156)      | 108. Saint-Jean-la-Fouillouse (48160)   |
| 109. Saint-Julien-du-Tournel (48164)    | 110. Saint Juéry (48161)            | 111. Saint-Laurent-de-Muret (48165)     | 112. Saint-Laurent-de-Veyrès (48167)    |
| 113. Saint-Léger-de-Peyre (48168)       | 114. Saint-Léger-du-Malzieu (48169) | 115. Saint-Paul-le-Froid (48174)        | 116. Saint-Pierre-de-Nogaret (48175)    |
| 117. Saint-Pierre-le-Vieux (48177)      | 118. Saint-Privat-du-Fau (48179)    | 119. Saint-Saturnin (48181)             | 120. Saint-Sauveur-de-Ginestoux (48182) |
| 121. Saint-Sauveur-de-Peyre (48183)     | 122. Saint-Symphorien (48184)       | 123. Saint-Étienne-du-Valdonnez (48147) | 124. Sainte-Colombe-de-Peyre (48142)    |
| 125. Sainte-Eulalie (48149)             | 126. Sainte-Hélène (48157)          | 127. Les Salces (48187)                 | 128. Les Salelles (48185)               |
| 129. Serverette (48188)                 | 130. Servières (48189)              | 131. Termes (48190)                     | 132. La Tieule (48191)                  |
| 133. Trélans (48192)                    | 134. La Villedieu (48197)           | 135. Villefort (48198)                  |                                         |